# Konobrže

Lage von Konobrže (Mitte) zwischen dem Industriekomplex Záluží und Most

Konobrže (auch Konobrze, Konabrže, deutsch Kummerpursch, auch Commerbors, Chomerpurs, Kummerbursch) war ein Dorf drei Kilometer nördlich der Stadt Brüx (heute Most) in Tschechien. Durch die Ausweitung des Kohleabbaus durch Schächte Ležáky wurde das Dorf 1979 endgültig liquidiert.

## Geschichte
Ähnlich wie Dörfer in der Brüxer Gegend war auch Kummerpursch bereits in der Steinzeit besiedelt. 1394 wurde es erstmals im Testament eines gewissen Pescha erwähnt. 1402 wird der Ort in den Kirchenbüchern von Dux als deren Eigentum geführt. Noch vor 1420 herrschte Junker Simon von Kummerpursch auf der hiesigen Feste. Es folgten Vanek Kladný und von 1492 bis 1524 die aus Leitmeritz stammenden Phemov von Kummerpursch. 1558 gingen die Ländereien an den Brüxer Bürger Balthasar Laungenau von Pauz. Nach 1650 folgten Lungvic von Patokrey, die von den Duxer Geistlichen deren Anteil kauften. Mitte des 17. Jahrhunderts gehörte das Dorf Johann Baptist Bombason, fiel dann bis 1848 an die Stadt Brüx.
Mitte des 17. Jahrhunderts lebte im Dorf 1 Landwirt und 8 Häusler mit ihren Familien, die zum Teil auch von der Teichwirtschaft lebten. Die Zahl der Einwohner wuchs erst deutlich an, als in der Nähe 1893 der Schacht Venus eröffnet wurde. Von 129 Einwohnern 1849, wuchs deren Zahl auf 430 in den 1930er Jahren.
Die Kapelle der Höchsten Dreieinigkeit (1914) ging beim Abriss verloren.